# روبرتو کانتورال
روبرتو کانتورال گارسیا (بهاسپانیولی: Roberto Cantoral García؛ زاده ۷ ژوئن ۱۹۳۵ – درگذشته ۷ اوت ۲۰۱۰) آهنگساز، خواننده و ترانه‌سرا، گیتاریست، کنشگر اهل مکزیک بود. او برای ساختن یک رشته آهنگ موفق مکزیکی شهرت داشت تخمین زده می‌شود که برخی از آثار او بیش از ۱۰۰۰ بار توسط هنرمندان دیگری مانند پلاسیدو دومینگو، گوالبرتو کاسترو، خوزه خوزه، لوئیس میگل، خوان بائز و لیندا رونشتات اجرا و ضبط شده‌است. او در سال ۲۰۰۹ برنده جایزه گرمی لاتین اعتماد شد. نمادها (Iconos) که توسط مارک آنتونی در سال ۲۰۱۰ منتشر شد، یکی از ترانه‌های او به نام غمگین (El Triste) است.
روبرتو آنتونیو کانتورال گارسیا که در ۷ ژوئن سال ۱۹۳۵ در تامپیکو به دنیا آمد. او در ۱۵ سالگی کار خود را آغاز کرد و با برادرش آنتونیو دوئت "هرمانوس کانتورال" ("برادران کانتورال") را تشکیل دادند. اما موسیقی او زمانی که با چامین کورئا و لئونل گالور با هم گروه شد و سه نفر را به نام "Los Tres Caballeros" ("سه آقایان") تشکیل دادند، به موفقیت رسید.
این سه نفر در طول دهه ۵۰ سفرهای زیادی کردند و تصنیف‌های عاشقانه خود را در تورهای سراسری در کشورهای مختلف از ژاپن تا آرژانتین بردند. در سال ۱۹۶۰، کانتورال به تنهایی شروع به کار کرد. آهنگ‌های انفرادی اصلی او توسط برخی از برجسته‌ترین خوانندگان مکزیک اجرا شد، و او تا دهه ۲۰۰۰ به اشتراک گذاری موسیقی خود با جهان ادامه داد و در جشنواره‌های موسیقی، نمایش‌های رادیویی و برنامه‌های تلویزیونی در بیش از ۱۲۰ کشور اجرا کرد.
کانتورال در کنار میراث موسیقایی خود، بیش از ۲۵ سال به عنوان رئیس افتخاری انجمن آهنگسازان و نویسندگان مکزیک، از حفاظت از مالکیت معنوی آهنگسازان دفاع کرد. در سال ۲۰۰۹، کانتورال در دهمین دوره جوایز گرمی لاتین با دریافت جایزه متولیان آکادمی ضبط لاتین به منظور قدردانی از تعهد خود به موسیقی و جامعه تجلیل شد.
وی بین سال‌های ۱۹۵۰ تا ۲۰۱۰ میلادی فعالیت می‌کرد.